# UTC±0
UTC+0 je naziv za koordinirano univerzalno vrijeme, osnovu za vremenske zone u svijetu, a za koji se često koristi naziv njegovog prethodnika, griničkog prosječnog vremena (GMT).
- Zapadnoeuropsko vrijeme

## Kao standardno vrijeme (cijelu godinu)
Države koje koriste UTC kao standardnu vremensku zonu, a da ne koriste ljetno računanje vremena:

### Zapadna Afrika
- Burkina Faso
- Obala Bjelokosti
- Gambija
- Gana
- Gvineja
- Gvineja Bisau
- Liberija
- Mali
- Mauretanija
- Sveti Toma i Princip
- Senegal
- Sijera Leone
- Togo

### Atlantski otoci
- Grenland
  - sjeveroistok
    - Danmarkshavn i okolno područje
- Island

- Sveta Helena (UK) (uključujući Ascension i Tristan da Cunha)

Napomene:
1. Najzapadnije područje gdje se koristi UTC bez ljetnog vremena je Bjargtangar, na sjeverozapadnom poluotoku Islanda (24 32' W). Vrijeme je ovdje 1 sat i 38 minuta ispred fizičkog vremena. Ovo je najveća devijacija od fizičkog vremena za UTC bez ljetnog vremena
2. Najistočnija lokacija gdje se UTC koristi bez ljetnog vremena je Otok Bouvet, koji se nalazi pod norveškom vlašću u Južnom Atlantiku (3 24′ E)

## Kao standardno vrijeme (samo sjeverna hemisfera zimi)
- Farski Otoci
- Guernsey
- Irska
- Otok Man
- Jersey
- Portugal (s iznimkom Azora, koji koriste UTC-1 s ljetnim vremenom)
- Španjolska (samo Kanari; koriste pravila EU o ljetnom vremenu)
- Ujedinjeno Kraljevstvo (GMT / BST)

Napomene:
1. Najzapadnija točka gdje se koristi UTC s ljetnim vremenom je El Hierro na Kanarima (18 00' W). Tamo je vrijeme 2 sata i 12 minuta ispred fizičkog vremena ljeti, što čini najveću devijaciju u vremenskoj zoni UTC
2. Najistočnije naselje gdje se koristi UTC s ljetnim vremenom je Lowestoft u Suffolku, Istočna Anglija u Engleskoj (na 1 45' E)

## Kao ljetno vrijeme (samo sjeverna hemisfera ljeti)
- Grenland, u istočnoj regiji oko Ittoqqortoormiita (Scoresbysund)
- Portugal - samo Azori